# Rue Fautras (Brest)
La rue Fautras est située dans le quartier de Saint‑Louis, à Brest, dans le Finistère. Elle est nommée en l'honneur d'André Bandeuil, Chevalier de Fautras.

## Situation et accès
La rue débute Boulevard Jean Moulin et s’étend vers l’est jusqu’à la rue Algésiras. Elle est desservie par les lignes de bus et la station de tramway « Siam ».

## Origine du nom
Elle rend hommage au chevalier André de Fautras d’Andreuil, officier de marine et chef d’escadre, actif à Brest à la fin du XVIIIe siècle. En 1785, il représente la ville auprès de Louis XVI pour qu’une statue du roi soit érigée à Brest. Bien que la statue ne voie jamais le jour, la municipalité nomme en son honneur une partie de la rue des Casernes, le 19 septembre 1785.
Ce nom est supprimé par l’arrêté révolutionnaire du 5 messidor an II (23 juin 1794) puis rétabli par arrêté municipal du 12 février 1806, confirmé le 15 juillet 1811.

## Historique
Dès 1688, la voie est connue sous le nom de rue de la Corderie, car elle aboutit à une corderie implantée près de la rue Kéravel. Elle s'étendait de la rue de l'Égout à la rue de la Mairie. À la disparition de cet établissement vers 1700, elle devient la rue de la Filerie, en raison de la présence d’industries textiles. En 1771, un prolongement est nommé rue des Casernes.
La rue borde la caserne Fautras, construite à partir de 1730, est occupée dès 1732 par le 2e régiment d’infanterie coloniale. Une seconde aile est édifiée en 1767 grâce à un financement des États de Bretagne. Un péristyle central est ajouté en 1810 par l’ingénieur Trouille. L’ensemble est partiellement détruit lors des bombardements du 29 août 1944. Un fragment du péristyle est sauvé et restauré boulevard Jean-Moulin en 1963.
Au moment de la réalisation des fortification, une petite place sera construite au croisement de la rue Algésiras pour donner sur une porte, qui prendront toutes deux le nom de Fautras. La place sera utilisée trois fois pour des exécutions. La guillotine fut dressée là, en 1866, pour l'exécution des quatre mutins du Fœderis-Arca.

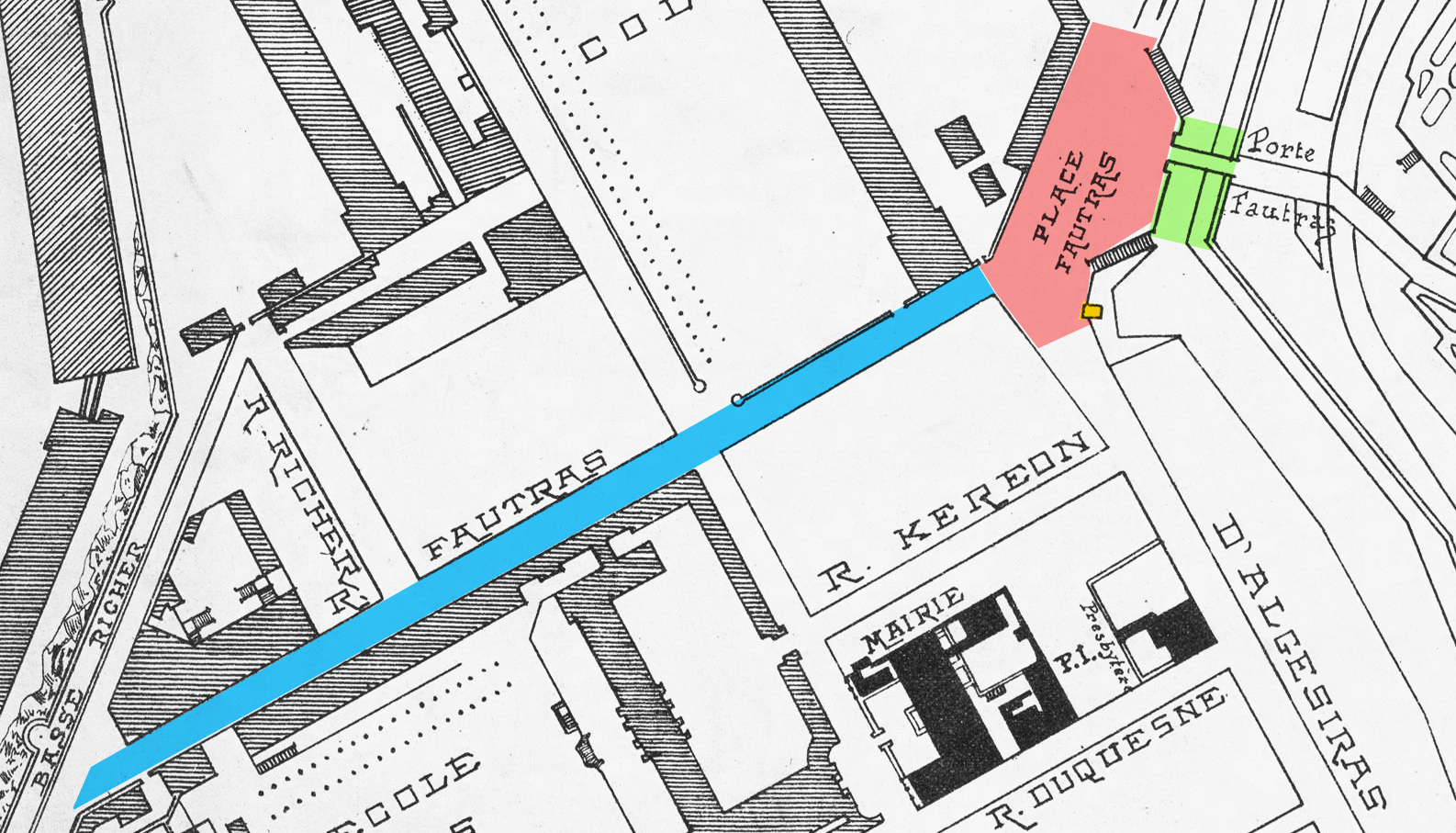
La rue Fautras (bleu), Place Fautras (rouge) et Porte Fautras (vert) - Plan du Service des eaux de Brest (1906).

## Édifices disparus
- La caserne Fautras;
- L'hospice de la marine, dont le grand bâtiment deviendra caserne Guépin puis école des mécaniciens;
- La Place Fautras avec sa porte et sa Fontaine accolé aux casemates.

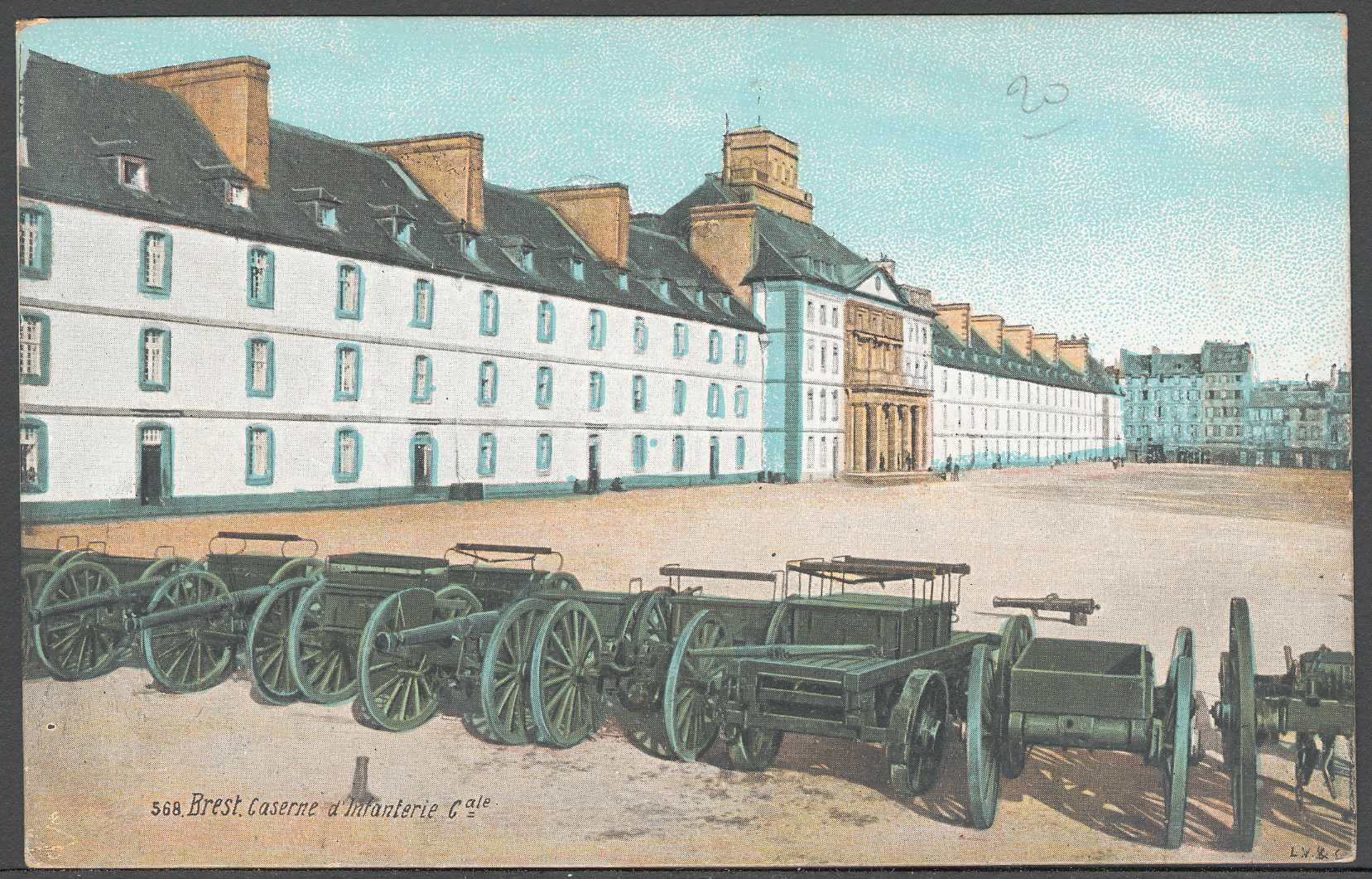
La caserne Fautras
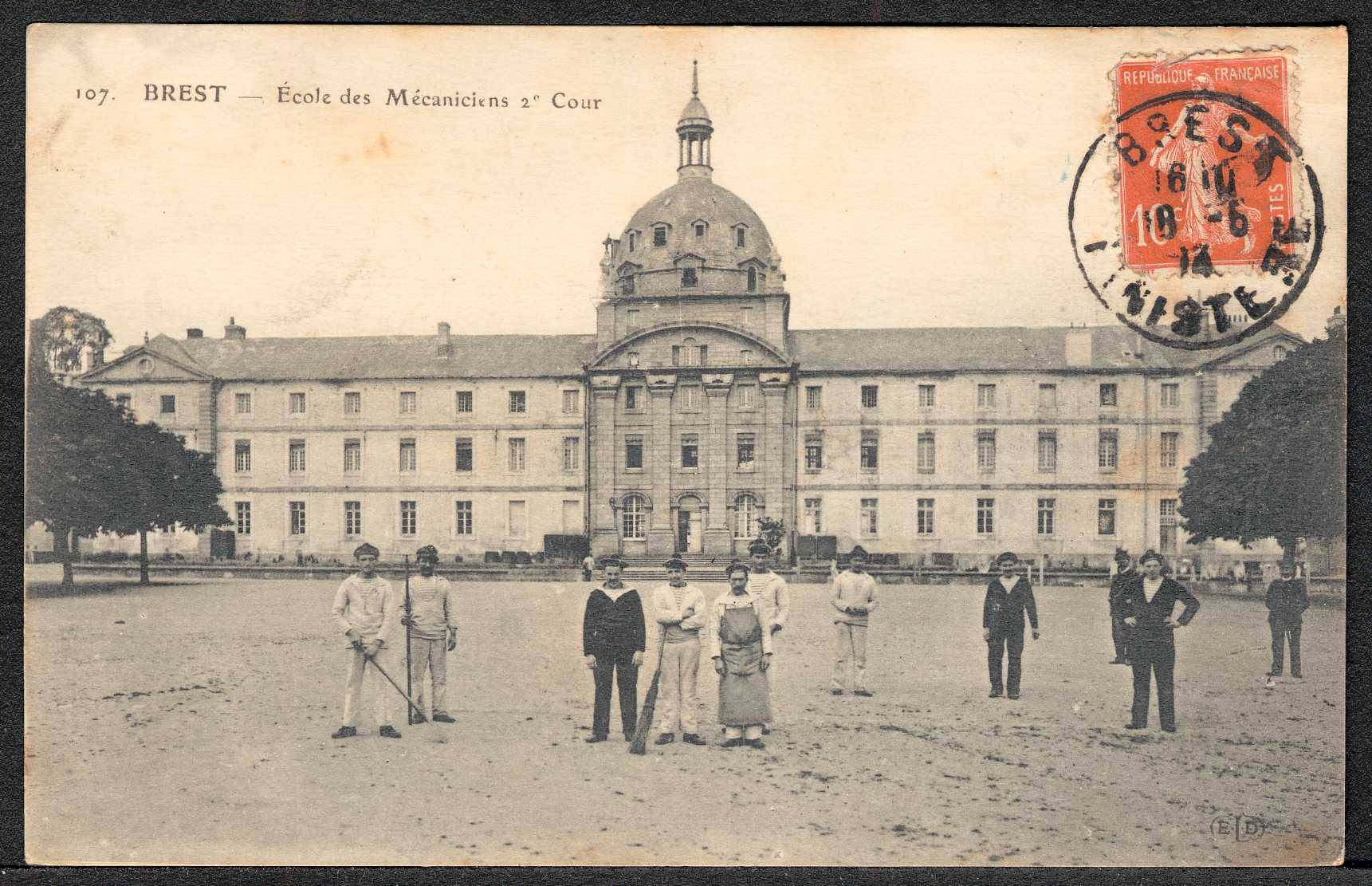
La caserne Guépin
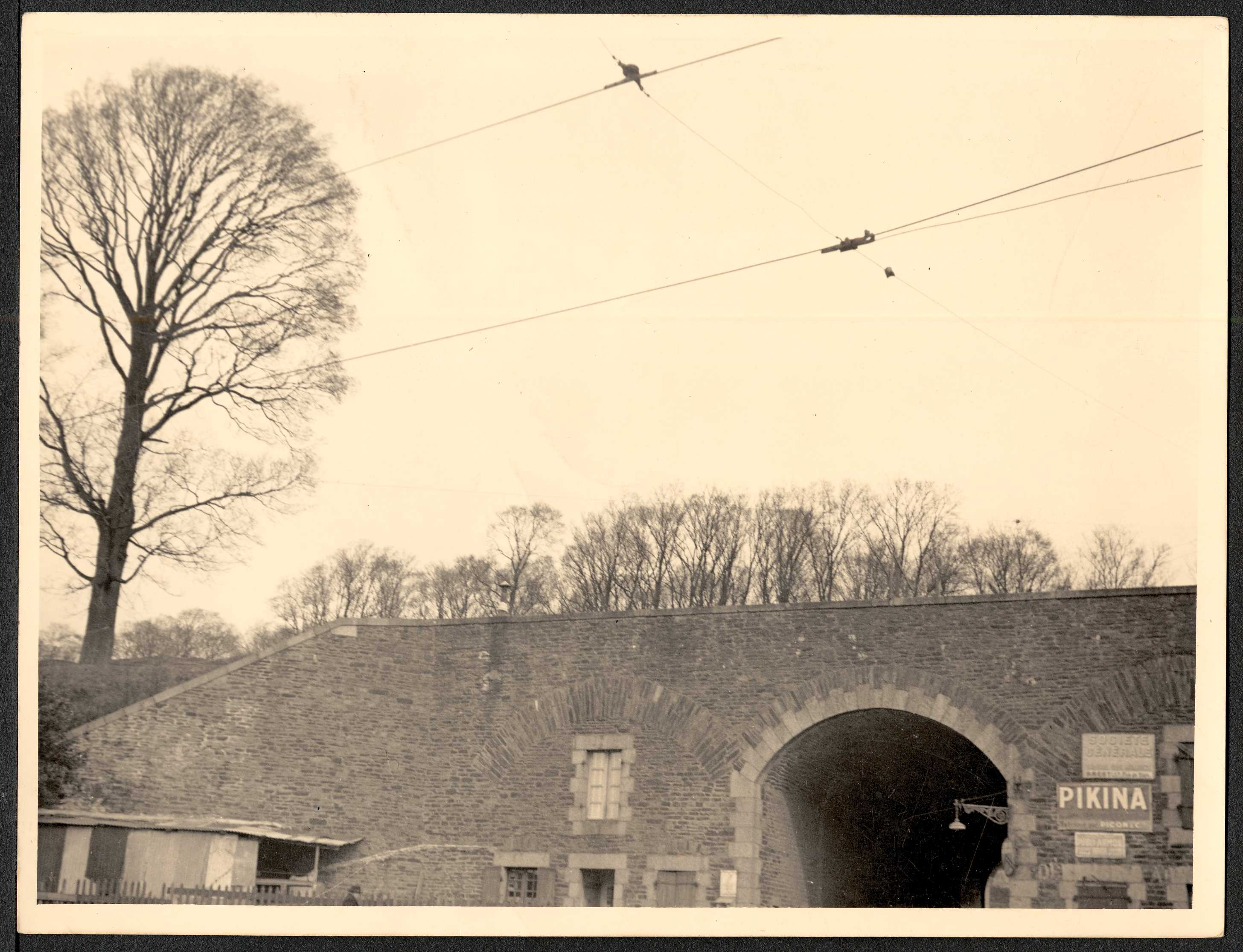
La porte
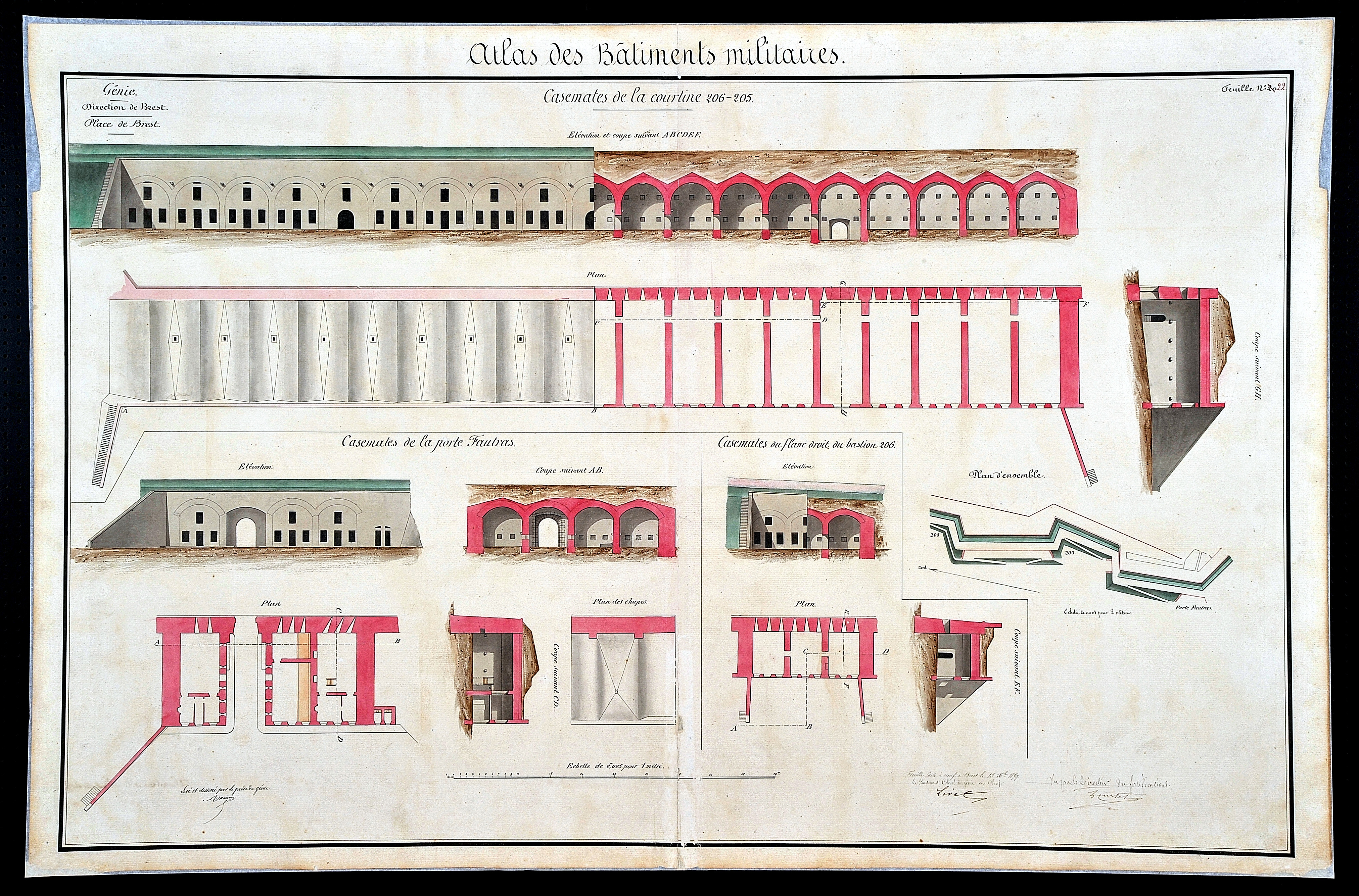
Les casemates de la porte.
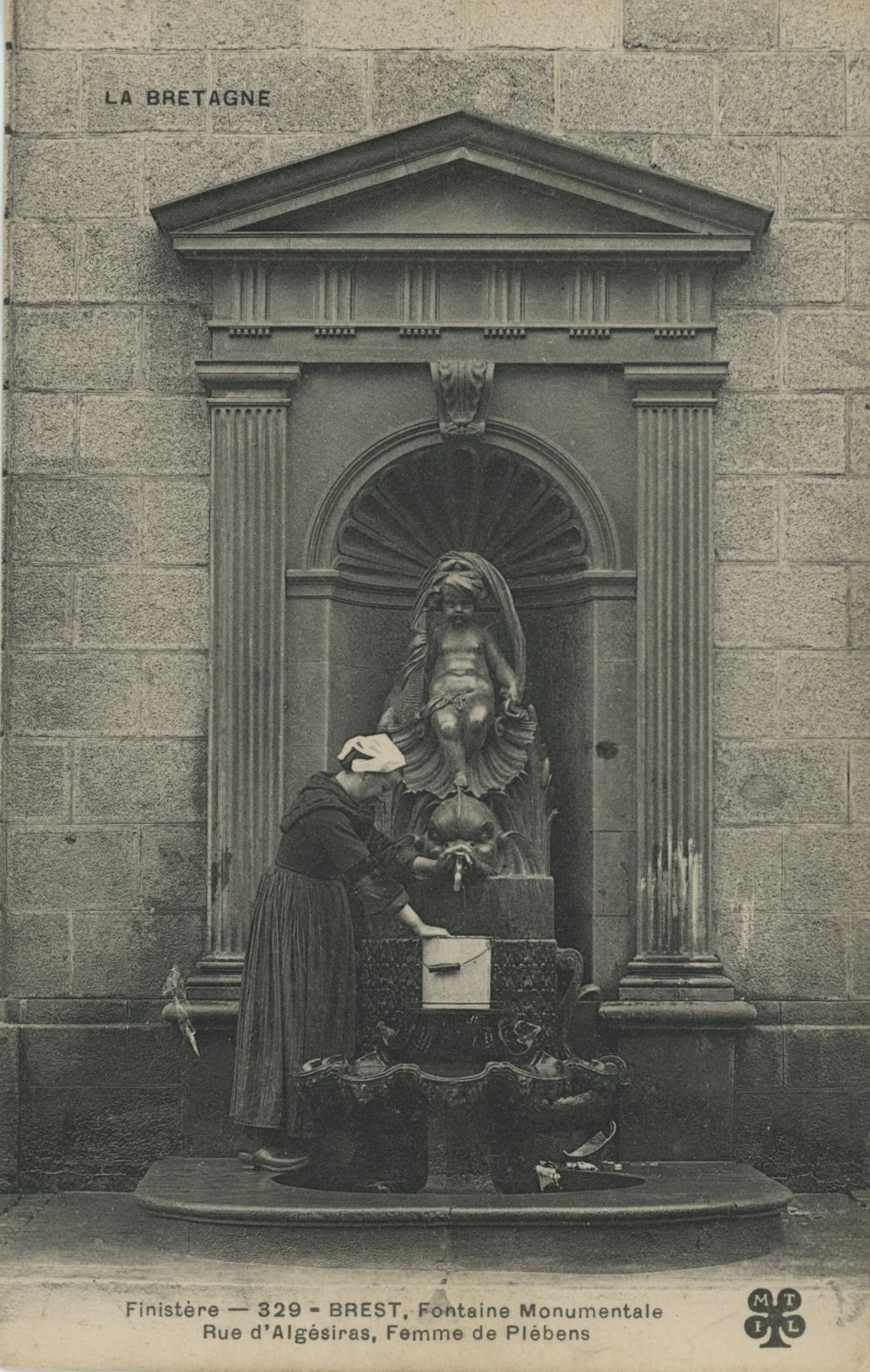
La fontaine.

## Pour approfondir